# 拉索蛞蝓科
拉索蛞蝓科（學名：Rathouisiidae），或作拉氏蛞蝓科，是一個會呼吸空氣的肉食性蛞蝓的科，屬於陸生收眼目肺螺類腹足纲软体动物、皺足蛞蝓總科的成員。
根據2005年《布歇特和洛克羅伊的腹足類分類》的紀錄，本科並不設有亞科。
本科的學名得名於其模式屬拉氏蛞蝓屬（Rathouisia），而這個屬得名於上海耶稣会徐家匯總院的神父蔣其儀（Charles Rathouis，1834–1890）。他是韩伯禄神父在上海時為他給予孤兒院的年輕學徒培訓來從事生物標本圖的繪製及製版工作。

## 分類

### 屬
本科現時只有以下兩個屬：
- 奇异蛞蝓属 Atopos Simroth, 1891[4]
- 拉索蛞蝓屬 Rathouisia Heude, 1884：纳蛞蝓属，本科的模式屬。

## 分佈
Atopos屬物種均為捕食性的肉食蛞蝓，見於馬來半島、蘇門答臘、婆羅洲、新畿內亞及澳大利亞。近年，這些物種從馬來半島進侵新加坡。

## 食性
拉索蛞蝓科物種皆為肉食動物 ，以其他腹足綱物種為食，但同樣也會吃真菌和植物為食。

## 外部連結
- 维基共享资源上的相關多媒體資源：拉索蛞蝓科